# みなみのかんむり座アルファ星
みなみのかんむり座α星 (みなみのかんむりざアルファせい、α CrA / α Coronae Australis) は、みなみのかんむり座の恒星で4等星。

## 名称
メリディアナ (Meridiana) という固有名を持つ。かんむり座で最も明るい恒星かんむり座α星の固有名アルフェッカにちなんで「南のアルフェッカ」を意味する Alphekka Meridiana という名称で呼ばれていた。2017年9月5日、国際天文学連合の恒星の命名に関するワーキンググループ (Working Group on Star Names, WGSN) は、みなみのかんむり座α星の固有名として、Meridiana を正式に承認した。
中国では「鱉六」として知られる。